# National League North (angol labdarúgó-bajnokság)
A National League-hez 2004-ben csatlakozó hatodosztály küzdelmeit, Anglia északi- (North) és déli (South) területein bonyolítják le.
Az északi régiót Északnyugat-Anglia, Északkelet-Anglia, Nyugat-Közép-Anglia, Kelet-Közép-Anglia valamint Észak-Wales csapatai alkotják, míg délen Nagy-London és Délnyugat-Anglia és Délkelet-Anglia megyéinek együttesei képviselik a ligát.

## A bajnokság rendszere
A bajnokság első helyezettje a következő évben a National League tagjává válik, míg a második, harmadik, negyedik és ötödik helyezett rájátszásban dönti el ötödosztályú szereplésének jogát.
Az utolsó négy helyezett együttes távozik az angol labdarúgó-bajnokság hetedosztályába, ahol az Isthmian League, a Northern Premier League, vagy a Southern League első osztályában érvényesülhet a következő szezonban.
A bajnokság létszáma végül, a ötödosztálytól búcsúzó négy kieső csapattal egészül ki.
A távolságok csökkentése végett alakították ki a határmegyéket, melyeknek résztvevői a felsőbb és alsóbb osztályokból érkezett csapatok elhelyezésében vállalnak fontos szerepet. Ha, az előző évhez képest az északi vagy déli bajnokság létszáma a feljutások és kiesések végett ellentétessé válik, akkor a határmegyék együtteseiből helyeznek át klubokat a kisebb létszámmal rendelkező ligába.

## A 2016-17-es szezon résztvevői

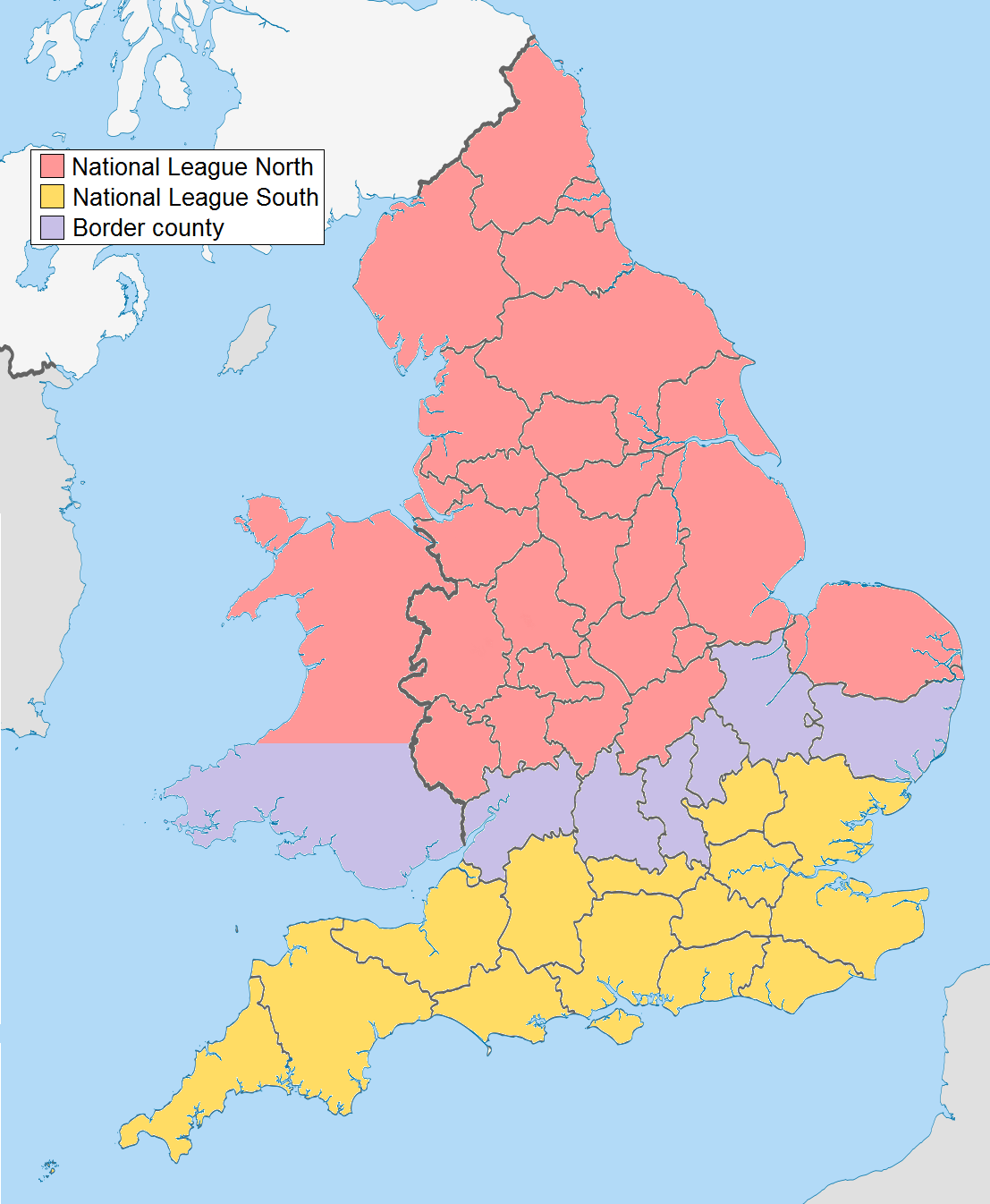
A National League területi felosztása

| Csapat                 | Alapítás éve | Város             | Stadion           | Kapacitás |
| ---------------------- | ------------ | ----------------- | ----------------- | --------- |
| Alfreton Town          | 1891         | Alfreton          | North Street      | 3 600     |
| Altrincham             | 1891         | Altrincham        | Moss Lane         | 6 085     |
| Boston United          | 1933         | Boston            | York Street       | 6 643     |
| Brackley Town          | 1890         | Brackley          | St. James Park    | 3 500     |
| Bradford Park Avenue   | 1907         | Bradford          | Horsfall Stadion  | 3 500     |
| Chorley                | 1883         | Chorley           | Victory Park      | 4 100     |
| Curzon Ashton          | 1963         | Ashton-under-Lyne | Tameside Stadion  | 4 000     |
| Darlington             | 2012         | Darlington        | Blackwell Meadows | 3 000     |
| Fylde                  | 1988         | Warton            | Kellamergh Park   | 3 180     |
| Gainsborough Trinity   | 1873         | Gainsborough      | The Northolme     | 4 304     |
| Gloucester City        | 1883         | Gloucester        | Whaddon Road      | 7 066     |
| Halifax Town           | 2008         | Halifax           | The Shay          | 14 061    |
| Harrogate Town         | 1915         | Harrogate         | Wetherby Road     | 3 800     |
| Kidderminster Harriers | 1886         | Kidderminster     | Aggborough        | 6 238     |
| Nuneaton Town          | 1889         | Nuneaton          | Liberty Way       | 4 314     |
| Salford City           | 1940         | Kersal            | Moor Lane         | 1 400     |
| Stalybridge Celtic     | 1909         | Stalybridge       | Bower Fold        | 6 500     |
| Stockport County       | 1883         | Stockport         | Edgeley Park      | 10 852    |
| Tamworth               | 1933         | Tamworth          | The Lamb Ground   | 4 000     |
| Telford United         | 2004         | Telford           | New Bucks Head    | 6 300     |
| United of Manchester   | 2005         | Manchester        | Broadhurst Park   | 4 400     |
| Worcester City         | 1902         | Worcester         | Victoria Ground   | 4 895     |

### Eddigi bajnokok és rájátszás győztesek
| Szezon  | Bajnok             | Rájátszás győztese   |
| ------- | ------------------ | -------------------- |
| 2004–05 | Southport          | Altrincham           |
| 2005–06 | Northwich Victoria | Stafford Rangers     |
| 2006–07 | Droylsden          | Farsley Celtic       |
| 2007–08 | Kettering Town     | Barrow               |
| 2008–09 | Tamworth           | Gateshead            |
| 2009–10 | Southport (2)      | Fleetwood Town       |
| 2010–11 | Alfreton Town      | Telford United       |
| 2011–12 | Hyde               | Nuneaton Town        |
| 2012–13 | Chester            | Halifax Town         |
| 2013–14 | Telford United     | Altrincham           |
| 2014–15 | Barrow             | Guiseley             |
| 2015–16 | Solihull Moors     | North Ferriby United |

## Rekordok
Legnagyobb hazai győzelem: Fleetwood Town 8–0 Redditch United, 2009. november 14.
Legnagyobb idegenbeli győzelem: Redditch United 0–9 Boston United, 2010. augusztus 21.
Legtöbb gól egy mérkőzésen: Stalybridge Celtic 3–7 Hyde, 2007. január 1. és AFC Fylde 6–4 Gloucester City, 2015 április 25.
Legnagyobb nézőszám: 4 797 – Stockport County - United of Manchester, 2015. december 5.
Legtöbb szerzett pont egy idényben: Chester – 107 pont, 2012–13
Legtöbb győzelem egy idényben: Chester – 34, 2012–13
Legkevesebb vereség egy idényben: Chester – 3, 2012–13
Legtöbb gól egy idényben: Chester – 103, 2012–13
Legnagyobb gólkülönbség: Chester – +71, 2012–13
Legtöbb bajnoki cím: 2 – Southport
Leghosszabb győzelmi sorozat: 15 mérkőzés (2006. február 21-től - 2006. április 22-ig) – Northwich Victoria
Legtöbb mérkőzés kapott gól nélkül: 10 mérkőzés (2010. augusztus 30-tól - 2010. november 9-ig) – Boston United
Leghosszabb veretlen sorozat: 30 mérkőzés (2012. szeptember 15-től - 2013. április 6-ig) – Chester

## Külső hivatkozások
- Hivatalos weboldal
- RSSSF